# États parties à la Convention sur les armes à sous-munitions

États parties à la convention, en violet les États ayant ratifié et en bleu les signataires

La liste des États parties à la Convention sur les armes à sous-munitions reprend les États qui ont signé ou ratifié ladite Convention ou y ont accédé[pas clair].
La Convention sur les armes à sous-munitions a été ouverte à la signature le 3 décembre 2008.
La Convention "entrera en vigueur le premier jour du sixième mois suivant celui au cours duquel le trentième instrument de ratification, d’acceptation, d’approbation ou d’adhésion aura été déposé" (art.17 de la Convention) c'est-à-dire le 1er août 2010.
À la date du 24 septembre 2013, sur un total de 197 États possibles (les 193 membres des Nations unies ainsi que les îles Cook, Niue, Saint-Siège et l’État de Palestine), la Convention compte 106 États parties (qui ont ratifié la Convention ou y ont accédé).

## Résumé
- États parties : 106
- États signataires : 108
- États en dehors de la Convention : 90

## Tableau de l'adhésion à la Convention
| État                             | Signé le          | Ratifié le                                       |
| Afghanistan                      | 3 décembre 2008   | 8 septembre 2011                                 |
| Afrique du Sud                   | 3 décembre 2008   | 28 mai 2015                                      |
| Albanie                          | 3 décembre 2008   | 16 juin 2009                                     |
| Algérie                          |                   |                                                  |
| Allemagne                        | 3 décembre 2008   | 8 juillet 2009                                   |
| Andorre                          |                   | 9 avril 2013                                     |
| Angola                           | 3 décembre 2008   |                                                  |
| Antigua-et-Barbuda               | 16 juillet 2010   | 23 aout 2010                                     |
| Arabie saoudite                  |                   |                                                  |
| Argentine                        |                   |                                                  |
| Arménie                          |                   |                                                  |
| Australie                        | 3 décembre 2008   | 8 octobre 2012                                   |
| Autriche                         | 3 décembre 2008   | 2 avril 2009                                     |
| Azerbaïdjan                      |                   |                                                  |
| Bahamas                          |                   |                                                  |
| Bahreïn                          |                   |                                                  |
| Bangladesh                       |                   |                                                  |
| Barbade                          |                   |                                                  |
| Belgique                         | 3 décembre 2008   | 22 décembre 2009                                 |
| Belize                           |                   | 2 septembre 2014                                 |
| Bénin                            | 3 décembre 2008   | 10 juillet 2017                                  |
| Bhoutan                          |                   |                                                  |
| Biélorussie                      |                   |                                                  |
| Birmanie                         |                   |                                                  |
| Bolivie                          | 3 décembre 2008   | 30 avril 2013                                    |
| Bosnie-Herzégovine               | 3 décembre 2008   | 7 septembre 2010                                 |
| Botswana                         | 3 décembre 2008   | 27 juin 2011                                     |
| Brésil                           |                   |                                                  |
| Brunei                           |                   |                                                  |
| Bulgarie                         | 3 décembre 2008   | 6 avril 2011                                     |
| Burkina Faso                     | 3 décembre 2008   | 16 février 2010                                  |
| Burundi                          | 3 décembre 2008   | 25 septembre 2009                                |
| Cambodge                         |                   |                                                  |
| Cameroun                         | 15 décembre 2009  | 12 juillet 2012                                  |
| Canada                           | 3 décembre 2008   | 16 mars 2015                                     |
| Cap-Vert                         | 3 décembre 2008   | 19 octobre 2010                                  |
| République centrafricaine        | 3 décembre 2008   |                                                  |
| Chili                            | 3 décembre 2008   | 16 décembre 2010                                 |
| Chine                            |                   |                                                  |
| Chypre                           | 23 septembre 2009 |                                                  |
| Colombie                         | 3 décembre 2008   | 10 septembre 2015                                |
| Comores                          | 3 décembre 2008   | 28 juillet 2010                                  |
| République du Congo              | 3 décembre 2008   | 2 septembre 2014                                 |
| République démocratique du Congo | 18 mars 2009      |                                                  |
| Îles Cook                        | 3 décembre 2008   | 23 aout 2011                                     |
| Corée du Nord                    |                   |                                                  |
| Corée du Sud                     |                   |                                                  |
| Costa Rica                       | 3 décembre 2008   | 28 avril 2011                                    |
| Côte d'Ivoire                    | 4 décembre 2008   | 12 mars 2012                                     |
| Croatie                          | 3 décembre 2008   | 17 aout 2009                                     |
| Cuba                             |                   |                                                  |
| Danemark                         | 3 décembre 2008   | 12 février 2010                                  |
| Djibouti                         | 30 juillet 2010   |                                                  |
| République dominicaine           | 10 novembre 2009  | 20 décembre 2011                                 |
| Dominique                        |                   |                                                  |
| Égypte                           |                   |                                                  |
| Émirats arabes unis              |                   |                                                  |
| Équateur                         | 3 décembre 2008   | 11 mai 2010                                      |
| Érythrée                         |                   |                                                  |
| Espagne                          | 3 décembre 2008   | 17 juin 2009                                     |
| Estonie                          |                   |                                                  |
| États-Unis                       |                   |                                                  |
| Éthiopie                         |                   |                                                  |
| Fidji                            | 3 décembre 2008   | 28 mai 2010                                      |
| Finlande                         |                   |                                                  |
| France                           | 3 décembre 2008   | 25 septembre 2009                                |
| Gabon                            |                   |                                                  |
| Gambie                           | 3 décembre 2008   | 11 décembre 2018                                 |
| Géorgie                          |                   |                                                  |
| Ghana                            | 3 décembre 2008   | 3 février 2011                                   |
| Grèce                            |                   |                                                  |
| Grenade                          |                   | 29 juin 2011                                     |
| Guatemala                        | 3 décembre 2008   | 3 novembre 2010                                  |
| Guinée                           | 3 décembre 2008   | 21 octobre 2014                                  |
| Guinée-Bissau                    | 4 décembre 2008   | 29 novembre 2010                                 |
| Guinée équatoriale               |                   |                                                  |
| Guyana                           |                   | 31 octobre 2014                                  |
| Haïti                            | 28 octobre 2009   |                                                  |
| Honduras                         | 3 décembre 2008   | 21 mars 2012                                     |
| Hongrie                          | 3 décembre 2008   | 3 juillet 2012                                   |
| Inde                             |                   |                                                  |
| Indonésie                        | 3 décembre 2008   |                                                  |
| Irak                             | 12 novembre 2009  | 14 mai 2013                                      |
| Iran                             |                   |                                                  |
| Irlande                          | 3 décembre 2008   | 3 décembre 2008                                  |
| Islande                          | 3 décembre 2008   | 31 aout 2015                                     |
| Israël                           |                   |                                                  |
| Italie                           | 3 décembre 2008   | 21 septembre 2011                                |
| Jamaïque                         | 12 juin 2009      |                                                  |
| Japon                            | 3 décembre 2008   | 14 juillet 2009                                  |
| Jordanie                         |                   |                                                  |
| Kazakhstan                       |                   |                                                  |
| Kenya                            | 3 décembre 2008   |                                                  |
| Kirghizistan                     |                   |                                                  |
| Kiribati                         |                   |                                                  |
| Koweït                           |                   |                                                  |
| Laos                             | 3 décembre 2008   | 18 mars 2009                                     |
| Lettonie                         |                   |                                                  |
| Lesotho                          | 3 décembre 2008   | 28 mai 2010                                      |
| Liban                            | 3 décembre 2008   | 5 novembre 2010                                  |
| Liberia                          | 3 décembre 2008   |                                                  |
| Libye                            |                   |                                                  |
| Liechtenstein                    | 3 décembre 2008   | 4 mars 2013                                      |
| Lituanie                         | 3 décembre 2008   | 24 mars 2011 (annonce du retrait le 6 mars 2025) |
| Luxembourg                       | 3 décembre 2008   | 10 juillet 2009                                  |
| Macédoine                        | 3 décembre 2008   | 8 octobre 2009                                   |
| Madagascar                       | 3 décembre 2008   | 20 mai 2017                                      |
| Malawi                           | 3 décembre 2008   | 7 décembre 2009                                  |
| Malaisie                         |                   |                                                  |
| Maldives                         |                   |                                                  |
| Mali                             | 3 décembre 2008   | 30 juin 2010                                     |
| Malte                            | 3 décembre 2008   | 24 septembre 2009                                |
| Maroc                            |                   |                                                  |
| Îles Marshall                    |                   |                                                  |
| Mauritanie                       | 19 avril 2010     | 1er février 2012                                 |
| Maurice                          |                   | 1er octobre 2015                                 |
| Mexique                          | 3 décembre 2008   | 6 mai 2009                                       |
| États fédérés de Micronésie      |                   |                                                  |
| Moldavie                         | 3 décembre 2008   | 16 février 2010                                  |
| Monaco                           | 3 décembre 2008   | 21 septembre 2010                                |
| Mongolie                         |                   |                                                  |
| Monténégro                       | 3 décembre 2008   | 25 janvier 2010                                  |
| Mozambique                       | 3 décembre 2008   | 14 mars 2011                                     |
| Namibie                          | 3 décembre 2008   | 31 aout 2018                                     |
| Nauru                            | 3 décembre 2008   | 4 février 2013                                   |
| Népal                            |                   |                                                  |
| Nicaragua                        | 3 décembre 2008   | 2 novembre 2009                                  |
| Niger                            | 3 décembre 2008   | 2 juin 2009                                      |
| Nigeria                          | 12 juin 2009      |                                                  |
| Niue                             |                   |                                                  |
| Norvège                          | 3 décembre 2008   | 3 décembre 2008                                  |
| Nouvelle-Zélande                 | 3 décembre 2008   | 22 décembre 2009                                 |
| Oman                             |                   |                                                  |
| Ouganda                          | 3 décembre 2008   |                                                  |
| Ouzbékistan                      |                   |                                                  |
| Pakistan                         |                   |                                                  |
| Palestine                        |                   | 2 janvier 2015                                   |
| Palaos                           | 3 décembre 2008   | 19 avril 2016                                    |
| Panama                           | 3 décembre 2008   | 29 novembre 2010                                 |
| Papouasie-Nouvelle-Guinée        |                   |                                                  |
| Paraguay                         | 3 décembre 2008   | 12 mars 2015                                     |
| Pays-Bas                         | 3 décembre 2008   | 23 février 2011                                  |
| Pérou                            | 3 décembre 2008   | 26 septembre 2012                                |
| Philippines                      | 3 décembre 2008   | 3 janvier 2019                                   |
| Pologne                          |                   |                                                  |
| Portugal                         | 3 décembre 2008   | 9 mars 2011                                      |
| Qatar                            |                   |                                                  |
| Roumanie                         |                   |                                                  |
| Royaume-Uni                      | 3 décembre 2008   | 4 mai 2010                                       |
| Russie                           |                   |                                                  |
| Rwanda                           | 3 décembre 2008   | 25 aout 2015                                     |
| Saint-Christophe-et-Niévès       |                   | 13 septembre 2013                                |
| Saint-Marin                      | 3 décembre 2008   | 10 juillet 2009                                  |
| Saint-Vincent-et-les-Grenadines  | 23 septembre 2009 | 29 octobre 2010                                  |
| Sainte-Lucie                     |                   |                                                  |
| Îles Salomon                     |                   |                                                  |
| Salvador                         | 3 décembre 2008   | 10 janvier 2011                                  |
| Samoa                            | 3 décembre 2008   | 28 avril 2010                                    |
| Sao Tomé-et-Principe             | 3 décembre 2008   |                                                  |
| Sénégal                          | 3 décembre 2008   | 3 aout 2011                                      |
| Serbie                           |                   |                                                  |
| Seychelles                       | 13 avril 2010     | 20 mai 2010                                      |
| Sierra Leone                     | 3 décembre 2008   | 3 décembre 2008                                  |
| Singapour                        |                   |                                                  |
| Slovaquie                        |                   | 24 juillet 2015                                  |
| Slovénie                         | 3 décembre 2008   | 19 aout 2009                                     |
| Somalie                          | 3 décembre 2008   | 30 septembre 2015                                |
| Soudan                           |                   |                                                  |
| Soudan du Sud                    |                   |                                                  |
| Sri Lanka                        |                   | 1er mars 2018                                    |
| Suède                            | 3 décembre 2008   | 23 avril 2012                                    |
| Suisse                           | 3 décembre 2008   | 17 juillet 2012                                  |
| Suriname                         |                   |                                                  |
| Eswatini                         |                   | 13 septembre 2011                                |
| Syrie                            |                   |                                                  |
| Tadjikistan                      |                   |                                                  |
| Tanzanie                         | 3 décembre 2008   |                                                  |
| Tchad                            | 3 décembre 2008   | 26 mars 2013                                     |
| République tchèque               | 3 décembre 2008   | 22 septembre 2011                                |
| Thaïlande                        |                   |                                                  |
| Timor oriental                   |                   |                                                  |
| Togo                             | 3 décembre 2008   | 22 juin 2012                                     |
| Tonga                            |                   |                                                  |
| Trinité-et-Tobago                |                   | 21 septembre 2011                                |
| Tunisie                          | 12 janvier 2009   | 28 septembre 2010                                |
| Turkménistan                     |                   |                                                  |
| Turquie                          |                   |                                                  |
| Tuvalu                           |                   |                                                  |
| Ukraine                          |                   |                                                  |
| Uruguay                          | 3 décembre 2008   | 24 septembre 2009                                |
| Vanuatu                          |                   |                                                  |
| Vatican                          | 3 décembre 2008   | 3 décembre 2008                                  |
| Venezuela                        |                   |                                                  |
| Viêt Nam                         |                   |                                                  |
| Yémen                            |                   |                                                  |
| Zambie                           | 3 décembre 2008   | 12 aout 2009                                     |
| Zimbabwe                         |                   |                                                  |
| 196                              | 108               | 106                                              |